# Лора, Альберто
Альбе́рто Ло́ра Ра́мос (исп. Alberto Lora Ramos; 25 марта 1987, Мостолес, Испания) — испанский футболист, правый защитник клуба «Марино».

## Карьера
Лора — воспитанник мадридского «Реала». После 7 лет игры в академии «сливочных» Альберто подписал контракт со «Спортингом», но играл 3 года поначалу в резервной команде.
С 2009 года выступает за основную команду «рохибланкос». В свой 25-й день рождения, то есть 25 марта 2012 года, Лора забил свой первый гол за хихонцев в ворота «Атлетика».